# Wereldmuseum Amsterdam
Das Wereldmuseum Amsterdam (deutsch Weltmuseum Amsterdam), bis 2023 Tropenmuseum, ist ein ethnologisches Museum in der niederländischen Hauptstadt Amsterdam. Es ging 1926 aus dem Koloniaal Museum in Haarlem und dem Ethnographisch Museum Artis hervor. Das Wereldmuseum ist eines der größten Museen in Amsterdam und gehört seit 2014 zum Nationaal Museum van Wereldculturen.

## Geschichte
1864 wurde in Haarlem das Koloniaal Museum („Kolonialmuseum“) gegründet und 1871 der Öffentlichkeit zugänglich gemacht. Es war errichtet worden, um die niederländische Bevölkerung über das Leben in den damaligen niederländischen Kolonien Niederländisch-Indien (heute Indonesien), Niederländisch-Guayana (heute Suriname) und Niederländische Antillen zu informieren. 1910 fusionierten das Koloniaal Institut und das Koloniaal Museum zum Koninklijk Instituut voor de Tropen (KIT, „Königliches Tropeninstitut“), das bis 2014 das Museum betrieb. Das Institut diente anfangs dazu, Forschung zur Erhöhung des Profits aus den Kolonien zu betreiben, zum Beispiel zur Verbesserung der Kaffeeproduktion. Ein weiterer Vorläufer des Tropenmuseums war das 1851 gegründete Ethnographisch Museum auf dem Gelände des Tierparks Natura Artis Magistra im Amsterdamer Stadtteil Plantagebuurt.
1926 wurde das heutige Gebäude des Tropenmuseums in der Linnaeusstraat nach elf Jahren Bauzeit eröffnet. Nachdem Indonesien 1945 seine Unabhängigkeit proklamiert hatte, wurde die Sammlung auf Objekte anderer Gebiete der Tropen erweitert. In den 1960er und 1970er Jahren richtete sich das Augenmerk verstärkt auf entwicklungspolitische Themen wie Armut und Hunger. Ziel von KIT ist es, das Bewusstsein für andere Kulturen zu erweitern und die Kommunikation mit diesen Kulturen zu fördern.
Das Tropenmuseum fusionierte 2014 mit dem Museum Volkenkunde (vormals Rijksmuseum voor Volkenkunde) in Leiden und dem Afrika Museum in Berg en Dal zum Nationaal Museum van Wereldculturen (Nationalmuseum der Weltkulturen), 2017 kam als vierter Standort das Wereldmuseum Rotterdam hinzu. 2015 besuchten 182.000 Besucher das Tropenmuseum. Es wurde 2023 in Wereldmuseum Amsterdam umbenannt.

## Sammlung und Veranstaltungen

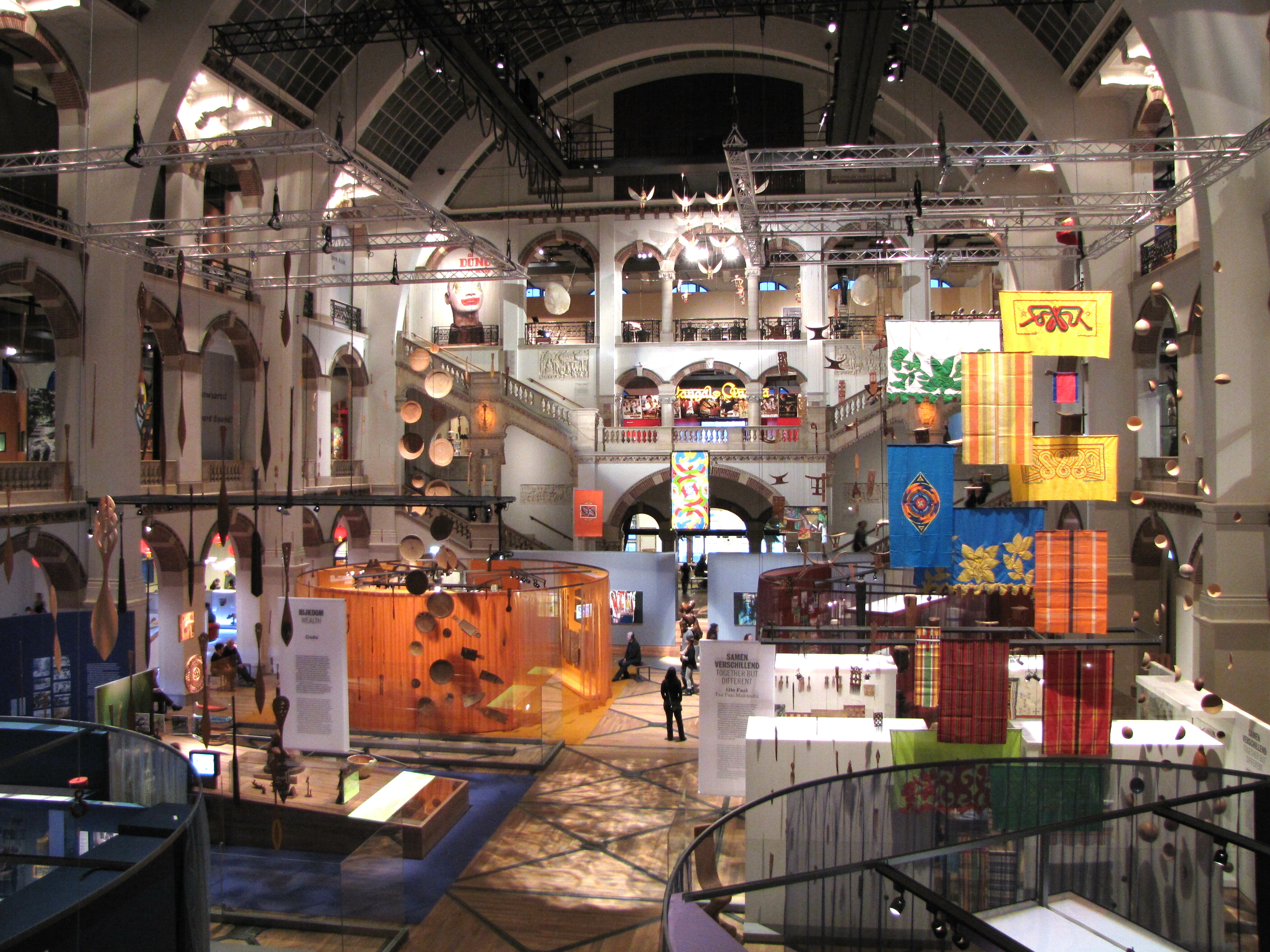
Die zentrale Halle des Museums

Die Sammlung umfasst rund 175.000 Objekte, darunter rund 21.000 Textilien, vor allem aus Indonesien, und 5.500 Musikinstrumente. Hinzu kommen 155.000 historische Fotografien aus den Jahren 1855 bis 1940, überwiegend aus den damaligen niederländischen Kolonien. Eine große Zahl der Fotos wurde 2009 unter einer Creative-Commons-Lizenz Wikimedia Commons vermacht. Im Besitz des Museums sind rund 10.000 Zeichnungen, Gemälde und Dokumente.
Das Museum zeigt neben einer Dauerausstellung auch Sonderausstellungen, die neben ethnologischen und historischen Objekten auch traditionelle und zeitgenössische Bildende Kunst und Fotografien einschließen. Schwerpunkte der Dauerausstellung sind die umfangreichen Sammlungen aus den früheren niederländischen Kolonien. Die unterschiedlichen Räume der Dauerausstellung sind den Regionen Südostasien, Südasien, Westasien und Nordafrika, Afrika südlich der Sahara, Lateinamerika und Karibik zugeordnet.
Das Tropenmuseum junior ist eine Anfang der 1970er Jahre speziell für Kinder eingerichtete Abteilung mit zahlreichen interaktiven Ausstellungsstücken.
Das Tropenteater wird ebenfalls vom KIT betrieben. Dort treten Theatergruppen und Musiker aus zahlreichen Ländern auf.

## Lage und Architektur
Das Museum liegt im Stadtteil Amsterdam-Oost an der Linnaeusstraat. Das 1926 fertiggestellte Gebäude wurde von Johannes Jacob van Nieukerken entworfen und von seinem Sohn Marie Adrianus van Nieukerken vollendet. Es war damals das größte Gebäude Amsterdams und ist besonders reich an baulichen und bildlichen Anspielungen auf die damaligen Kolonien. 2003 wurde es zum Rijksmonument erklärt.
Der zentrale Teil des Gebäudes ist eine große Halle. Die Ausstellungsräume befinden sich im Erdgeschoss und auf zwei rund um die Halle liegenden Emporen.

## Auszeichnungen
- 1997: Museumspreis des Europarates